# Bon Air (Virginia)
Bon Air es un lugar designado por el censo situado en el condado de Chesterfield, Virginia  (Estados Unidos). Según el censo de 2010 tenía una población de 16.366 habitantes.

## Demografía
Según el censo del 2000, Buen Air tenía 16.213 habitantes, 6.308 viviendas, y 4.459 familias. La densidad de población era de 708,1 habitantes por km².
De las 6.308 viviendas en un 32,8%  vivían niños de menos de 18 años, en un 58,6%  vivían parejas casadas, en un 9,6% mujeres solteras, y en un 29,3% no eran unidades familiares. En el 24,7% de las viviendas  vivían personas solas el 9,1% de las cuales correspondía a personas de 65 años o más que vivían solas. El número medio de personas viviendo en cada vivienda era de 2,47 y el número medio de personas que vivían en cada familia era de 2,97.
Por edades la población se repartía de la siguiente manera: un 26,6% tenía menos de 18 años, un 5,7% entre 18 y 24, un 26,3% entre 25 y 44, un 27,7% de 45 a 60 y un 13,7% 65 años o más.
La edad media era de 40 años.  Por cada 100 mujeres de 18 o más años  había 85,9 hombres.
La renta media por vivienda era de 57.493$ y la renta media por familia de 67.656$. Los hombres tenían una renta media de 42.796$ mientras que las mujeres 31.551$. La renta per cápita de la población era de 26.527$. En torno al 0,8% de las familias y el 1,8% de la población estaban por debajo del umbral de pobreza.

## Localidades adyacentes
El siguiente diagrama muestra a las localidades más próximas a Bon Air.